# Nhân khẩu Trung Quốc
Nhân khẩu Cộng hòa Nhân dân Trung Quốc đặc trưng bởi một dân số lớn với độ tuổi thanh niên khá nhỏ, một phần là kết quả của "chính sách một con" của đất nước. Các chính sách nhân khẩu học được thực hiện tại Cộng hòa Nhân dân Trung Hoa từ năm 1979 đã giúp tránh được 400 triệu ca sinh thêm, điều này sẽ đưa dân số hiện tại lên khoảng 1,7 tỷ. Một số học giả nghĩ rằng những dữ liệu này được phóng đại và tác động tránh được là khoảng 50-60 triệu ca sinh. Trung Quốc là quốc gia có dân số lớn nhất thế giới trong một thời gian dài. Vào thời điểm điều tra dân số đầu tiên, vào năm 1953, con số này đã tiết lộ 582 triệu dân; cuộc điều tra dân số thứ năm, năm 2000, gần gấp đôi, với 1,2 tỷ dân. Bắt đầu từ giữa những năm 1950, chính phủ Trung Quốc đã thông qua, với mức độ thành công, các biện pháp và chương trình kế hoạch hóa gia đình và kiểm soát dân số khác nhau. Sự gia tăng dân số nhanh chóng của Trung Quốc đã khiến chính phủ thực hiện chính sách một con nghiêm ngặt cho mỗi gia đình, được công bố vào năm 1979, rằng các cặp vợ chồng chỉ có thể có một con. Với biện pháp này, Trung Quốc sớm ổn định và giảm tỷ lệ sinh. Năm 1971, phụ nữ có trung bình 5,4 trẻ em, so với ước tính 1,7 trẻ em năm 2004. Việc giám sát chương trình, tuy nhiên, thay đổi đáng kể tùy thuộc vào vị trí. Ngày nay, dân số tiếp tục tăng. Ngoài ra còn có sự mất cân bằng giới tính nghiêm trọng. Dữ liệu từ cuộc điều tra dân số năm 2000 tiết lộ rằng có 100 bé trai được sinh ra trên 100 bé gái, vào tháng 7 năm 2004 đã khiến chính phủ cấm phá thai có chọn lọc đối với thai nhi nữ. Người ta ước tính rằng sự mất cân bằng này sẽ tiếp tục phát triển cho đến năm 2025 - năm 2030, lên đến 20%, và sau đó sẽ giảm dần. Dân số Trung Quốc đã già đi đáng kể; Ước tính đến năm 2020, 11,8% người dân Trung Quốc sẽ từ 65 tuổi trở lên, chủ yếu là kết quả của sự tăng trưởng kinh tế to lớn mà Trung Quốc đã trải qua trong những năm gần đây, do đó làm tăng điều kiện sống của đất nước vẫn chậm), như ở Brasil.

## Dân số

### Dân số lịch sử

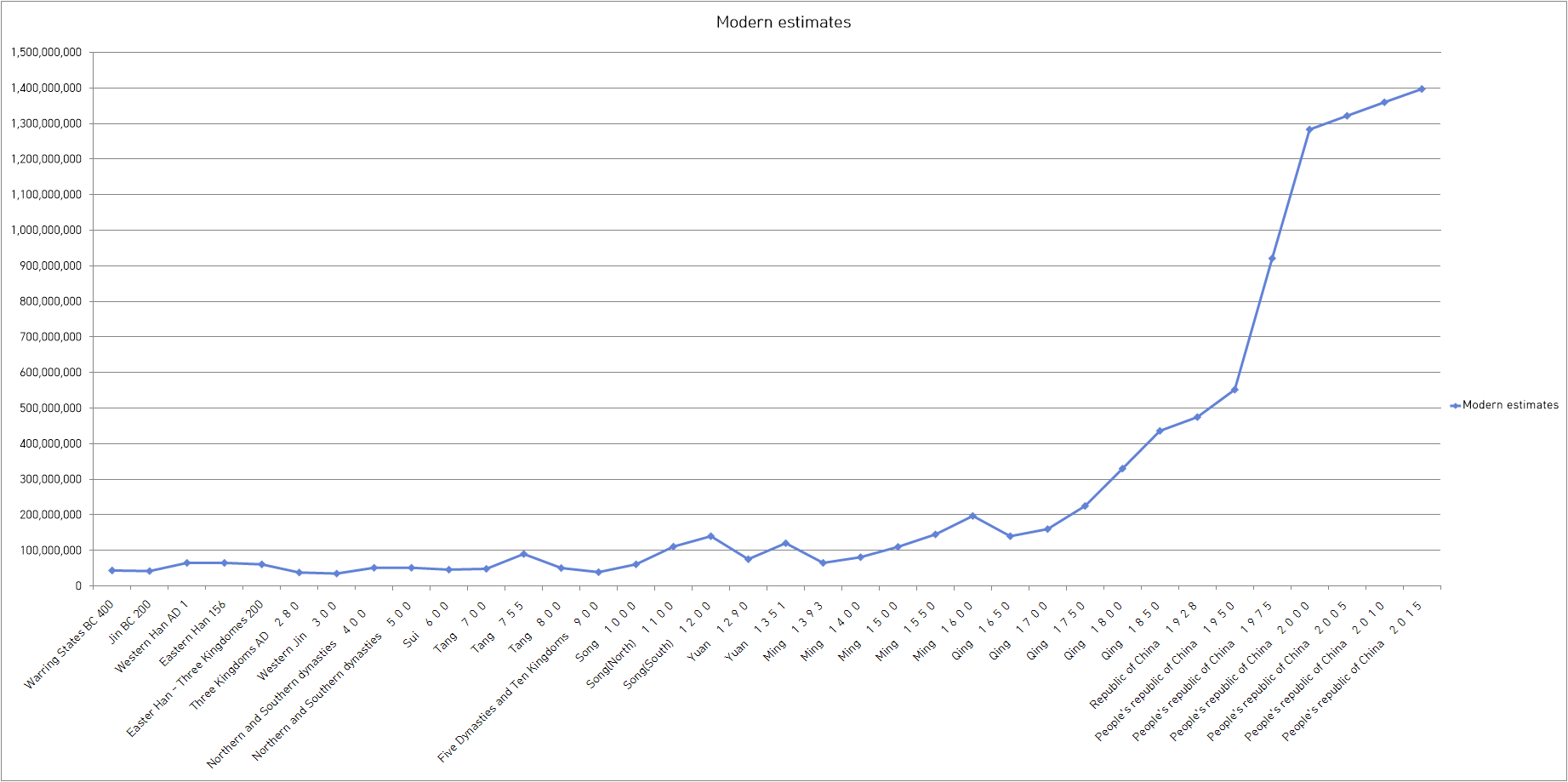
Dân số lịch sử ở Trung Quốc từ năm 2 SCN

Dân số Trung Quốc dao động trong khoảng từ 30 triệu đến 65 triệu trong thời nhà Hán. Sau sự sụp đổ của nhà Hán. dân số ở lại khoảng 50 triệu cho đến khi nhà Đường ra đời. Dưới thời nhà Đường. dân số tăng từ 45 triệu lên 65 triệu trong suốt 200 năm. Vào đầu triều đại nhà Tống. dân số đứng ở mức hơn 100 triệu. Sau khi nhà Minh và thời kỳ đầu của nhà Thanh thành lập. dân số đã di chuyển khoảng 100 triệu đến 150 triệu cho đến những năm 1700. Trong giai đoạn giữa năm 1749 và 1851. dân số tăng gấp đôi trong một thế kỷ. Trong thời gian 1960-2015. dân số tăng lên gần 1.4 tỷ. Dưới thời Mao Trạch Đông. Trung Quốc đã tăng gần gấp đôi dân số từ 540 triệu vào năm 1949 lên 969 triệu vào năm 1979. Sự tăng trưởng này chậm lại do chính sách một con được ban hành vào năm 1979.
| Triều đại                   | Năm  | Các hộ gia đình | Dân số        | Ước tính hiện tại | Tỷ lệ dân số thế giới |
| --------------------------- | ---- | --------------- | ------------- | ----------------- | --------------------- |
| Chiến Quốc                  | -400 |                 |               | 43,740,000        | 27%                   |
| Tần                         | -200 |                 |               | 42,000,000        | 28%                   |
| Tây Hán                     | 1    | 12,366,470      | 59,594,979    | 65,000,000        | 30%                   |
| Đông Hán                    | 156  | 16,070,906      | 50,068,856    | 65,000,000        | 31%                   |
| Đông Hán - Tam Quốc         | 200  |                 |               | 60,800,000        | 32%                   |
| Tam Quốc                    | 280  | 6,801,000       | 8,200,000     | 37,986,000        | 20%                   |
| Tây Tấn                     | 300  |                 |               | 35,000,000        | 18%                   |
| Nam-Bắc triều               | 400  |                 |               | 51,300,000        | 27%                   |
| Nam-Bắc triều               | 500  |                 |               | 51,300,000        | 27%                   |
| Tùy                         | 600  | 8,700,000       | 44,500,000    | 46,000,000        | 23%                   |
| Đường                       | 700  | 6,156,141       | 37,140,000    | 48,300,000        | 23%                   |
| Đường                       | 755  | 8,914,709       | 52,919,309    | 90,000,000        | 32%                   |
| Đường                       | 800  |                 |               | 50,600,000        | 23%                   |
| Ngũ Đại Thập Quốc           | 900  |                 |               | 39,000,000        | 16%                   |
| Tống                        | 1000 |                 |               | 60,950,000        | 23%                   |
| Tống (Bắc)                  | 1100 |                 |               | 110,750,000       | 35%                   |
| Tống (Nam)                  | 1200 |                 |               | 140,000,000       | 39%                   |
| Nguyên                      | 1290 | 13,196,206      | 58,834,711    | 75,306,000        | 21%                   |
| Nguyên                      | 1351 | 27,650,000      | 87,587,000    | 120,359,000       | 34%                   |
| Minh                        | 1393 | 10,699,399      | 58,323,934    | 65,000,000        | 19%                   |
| Minh                        | 1400 | 11,415,829      | 66,598,339    | 81,000,000        | 23%                   |
| Minh                        | 1500 | 10,508,935      | 60,105,835    | 110,000,000       | 26%                   |
| Minh                        | 1550 | 10,621,436      | 60,692,856    | 145,000,000       | 30%                   |
| Minh                        | 1600 |                 |               | 197,000,000       | 36%                   |
| Thanh                       | 1650 |                 | 123,000,000   | 140,000,000       | 26%                   |
| Thanh                       | 1700 |                 | 126,110,000   | 160,000,000       | 26%                   |
| Thanh                       | 1750 |                 | 181,810,000   | 225,000,000       | 37%                   |
| Thanh                       | 1800 |                 | 332,181,400   | 330,000,000       | 37%                   |
| Thanh                       | 1850 |                 | 430,000,000   | 436,100,000       | 36%                   |
| Trung Hoa Dân quốc          | 1928 |                 | 474,780,000   | 474,780,000       | 24%                   |
| Cộng hòa Nhân dân Trung Hoa | 1950 |                 | 546,815,000   | 552,000,000       | 22%                   |
| Cộng hòa Nhân dân Trung Hoa | 1975 |                 | 916,395,000   | 920,940,000       | 23%                   |
| Cộng hòa Nhân dân Trung Hoa | 1982 |                 | 1,008,180,000 | 1,022,250,000     | 22%                   |
| Cộng hòa Nhân dân Trung Hoa | 2000 |                 | 1,262,645,000 | 1,283,190,000     | 21%                   |
| Cộng hòa Nhân dân Trung Hoa | 2005 |                 | 1,303,720,000 | 1,321,620,000     | 20%                   |
| Cộng hòa Nhân dân Trung Hoa | 2010 |                 | 1,337,825,000 | 1,359,760,000     | 20%                   |
| Cộng hòa Nhân dân Trung Hoa | 2015 |                 | 1,374,620,000 | 1,397,030,000     | 19%                   |

### Dân số hiện tại
Cộng hòa Nhân dân Trung Hoa đã tiến hành các cuộc điều tra vào năm 1953, 1964, 1982, 1990, 2000 và 2010. Năm 1987, chính phủ tuyên bố rằng cuộc điều tra dân số quốc gia lần thứ tư sẽ diễn ra vào năm 1990 và cứ sau mười năm sẽ có một cuộc điều tra. Điều tra dân số năm 1982 (báo cáo tổng dân số là 1.008.180.738) thường được chấp nhận là đáng tin cậy, chính xác và kỹ lưỡng hơn đáng kể so với hai lần trước. Các tổ chức quốc tế khác nhau háo hức hỗ trợ người Trung Quốc thực hiện cuộc điều tra dân số năm 1982, bao gồm cả Quỹ hoạt động dân số của Liên hợp quốc, đã quyên góp 15,6 triệu đô la Mỹ cho việc chuẩn bị và thực hiện điều tra dân số.
Trung Quốc là quốc gia đông dân nhất thế giới trong nhiều thế kỷ. Khi Trung Quốc thực hiện cuộc điều tra dân số sau năm 1949 đầu tiên vào năm 1953, dân số đứng ở mức 583 triệu người; theo điều tra dân số lần thứ năm năm 2000, dân số đã tăng hơn gấp đôi, đạt 1,2 tỷ.
Đến cuộc điều tra dân số lần thứ sáu năm 2010, tổng dân số đã lên tới 1.370.536.875, trong đó đại lục có 1.339.724.852, Hồng Kông có 7.097.600 và Ma Cao có 552.300.

#### Dân số Trung Quốc theo độ tuổi và giới tính

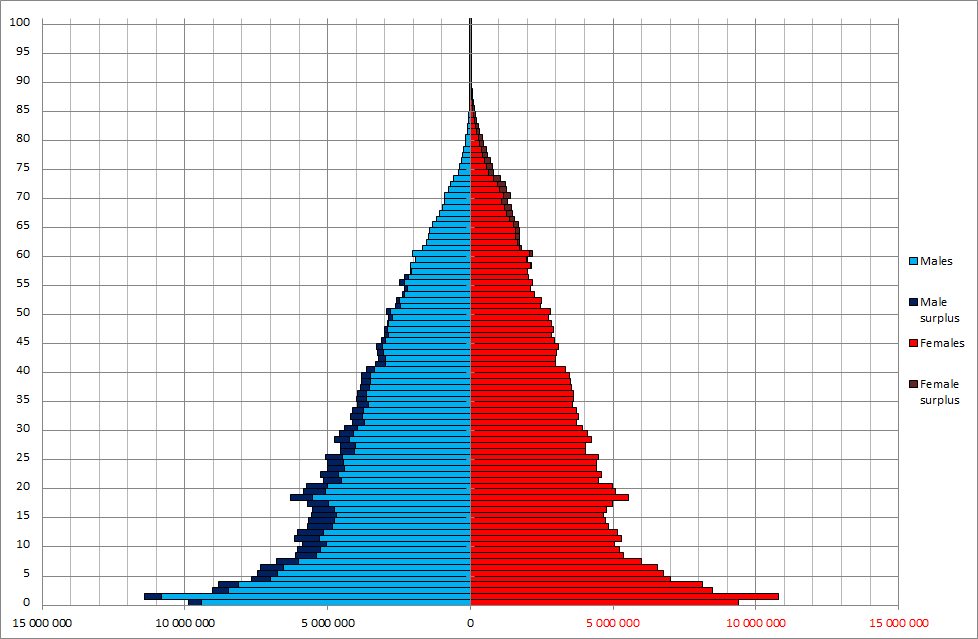
Kim tự tháp dân số Trung Quốc kể từ ngày Tổng điều tra quốc gia đầu tiên vào ngày 30 tháng 6 năm 1953
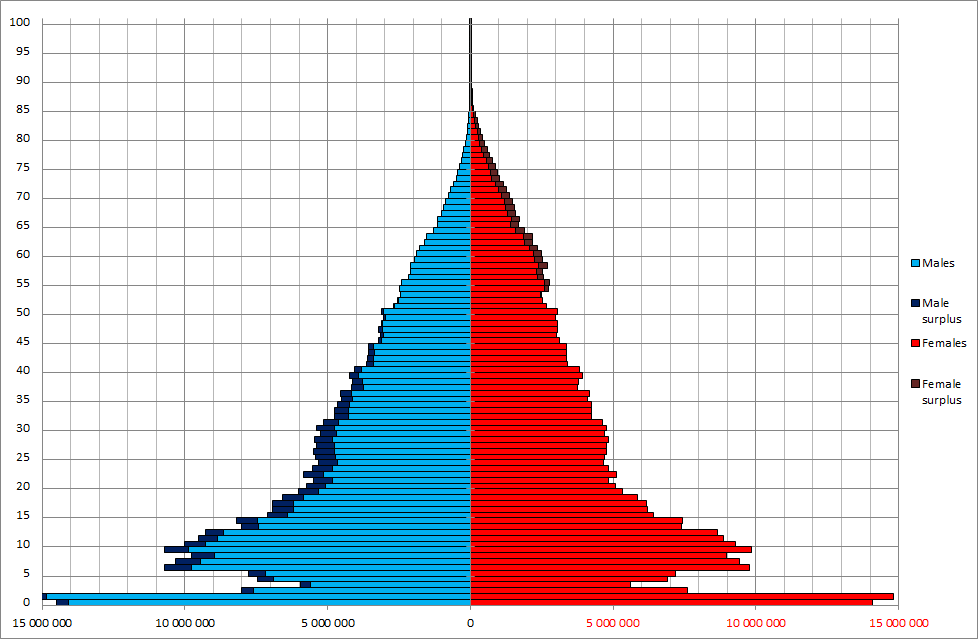
Kim tự tháp dân số Trung Quốc kể từ ngày Tổng điều tra quốc gia lần thứ 2 vào ngày 1 tháng 7 năm 1964
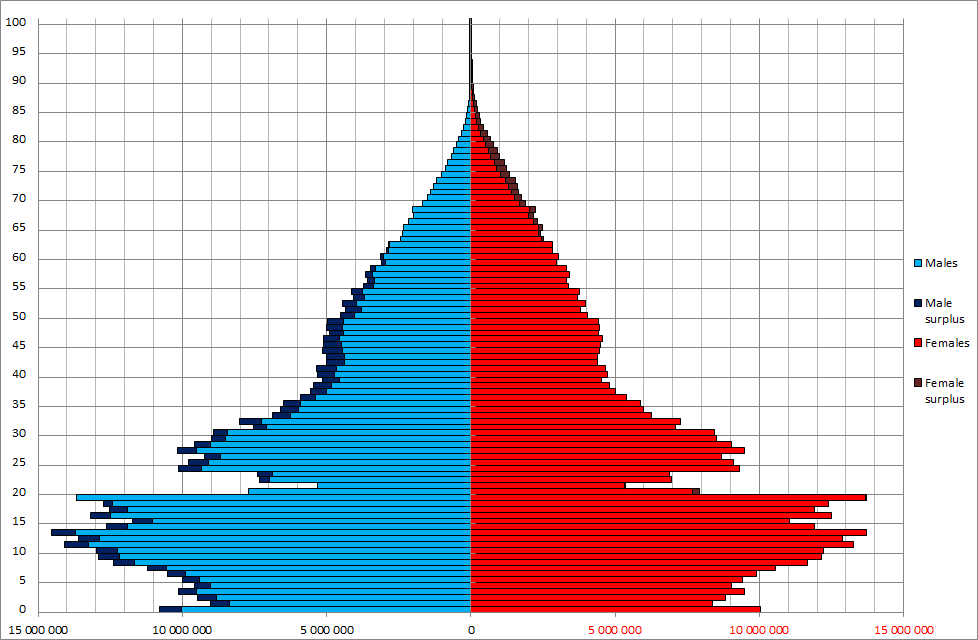
Kim tự tháp dân số Trung Quốc kể từ ngày Tổng điều tra quốc gia lần thứ 3 vào ngày 1 tháng 7 năm 1982
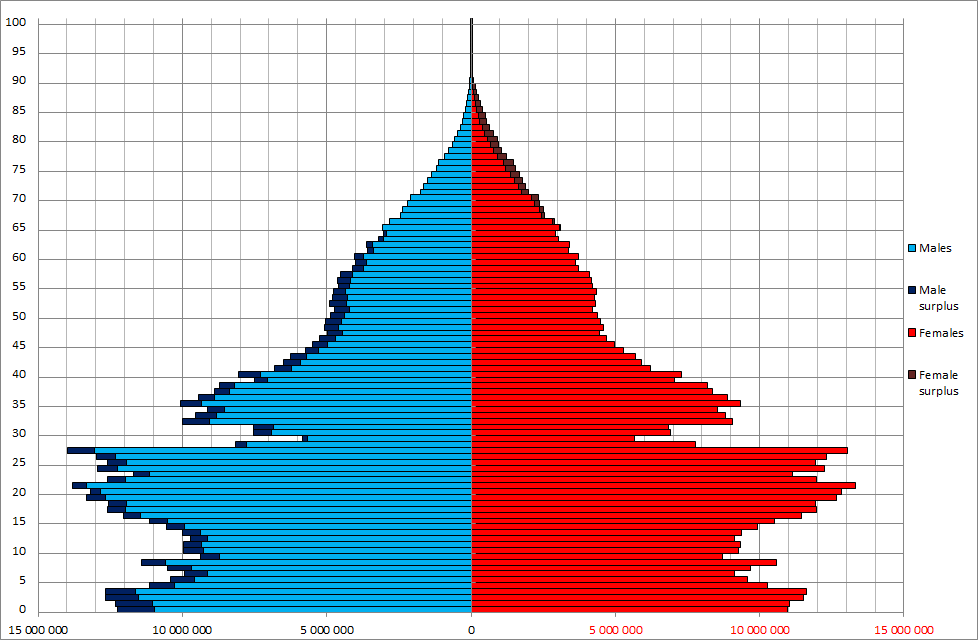
Kim tự tháp dân số Trung Quốc kể từ ngày Tổng điều tra quốc gia lần thứ 4 vào ngày 1 tháng 7 năm 1990
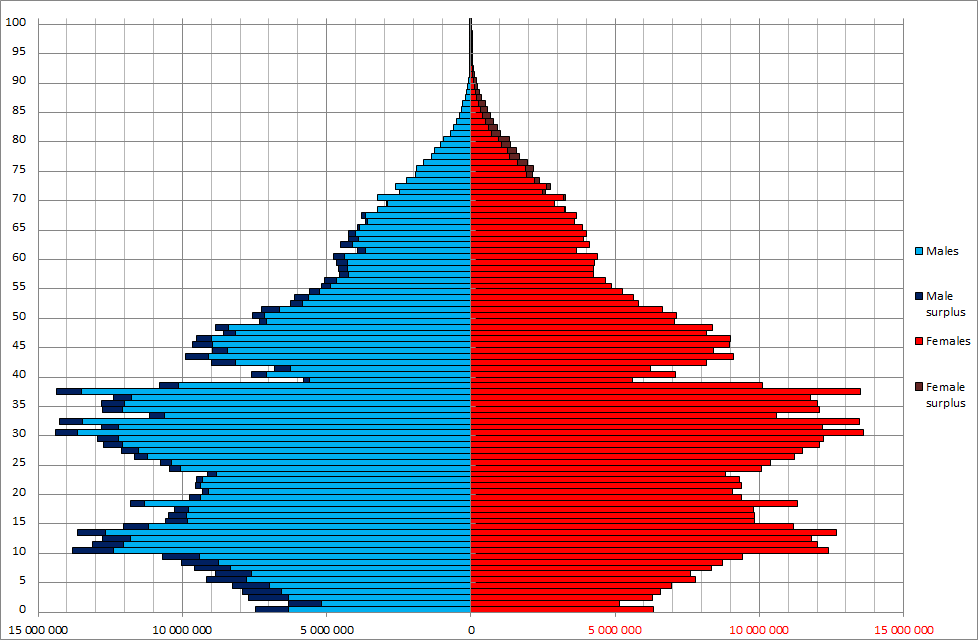
Kim tự tháp dân số Trung Quốc kể từ ngày Tổng điều tra quốc gia lần thứ 5 vào ngày 1 tháng 7 năm 2000
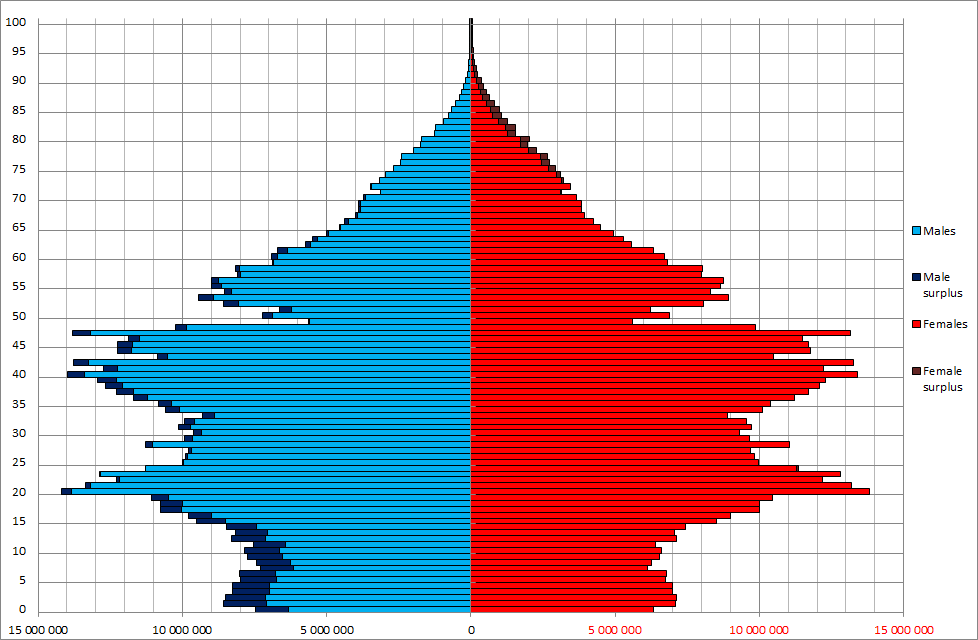
Kim tự tháp dân số Trung Quốc kể từ ngày Tổng điều tra quốc gia lần thứ 6 vào ngày 1 tháng 7 năm 2010
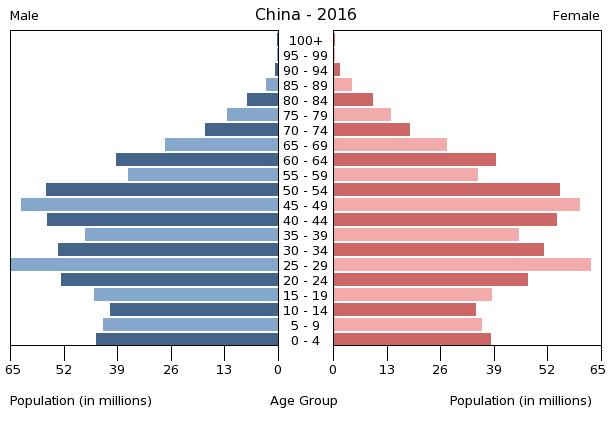
Kim tự tháp dân số Trung Quốc tính đến năm 2016

| Tỉnh hoặc vùng tự trị                    | điều tra 1953 | điều tra 1953 | điều tra 1964 | điều tra 1964 | điều tra 1982 | điều tra 1982 | điều tra 1990 | điều tra 1990 | điều tra 2000 | điều tra 2000 | điều tra 2010 | điều tra 2010 |
| Tỉnh hoặc vùng tự trị                    | Dân số        | %             | Dân số        | %             | Dân số        | %             | Dân số        | %             | Dân số        | %             | Dân số        | %             |
| ---------------------------------------- | ------------- | ------------- | ------------- | ------------- | ------------- | ------------- | ------------- | ------------- | ------------- | ------------- | ------------- | ------------- |
| Thành phố Bắc Kinh                       | 3,768,149     | 1.48          | 8,568,495     | 9.09          | 9,230,687     | 3.92          | 11,819,407    | 0.95          | 13,820,000    | 1.09          | 19,612,368    | 1.46          |
| Hà Bắc                                   | 35,984,644    | 6.18          | 49,687,781    | 6.58          | 53,005,876    | 5.26          | 61,082,439    | 5.39          | 67,440,000    | 5.33          | 79,854,202    | 5.36          |
| Thành phố Thiên Tân                      | 2,693,831     | 0.46          | 49,687,781    | 6.58          | 7,764,141     | 0.77          | 8,785,402     | 0.77          | 10,010,000    | 0.79          | 12,938,224    | 0.97          |
| Sơn Tây                                  | 14,314,485    | 2.46          | 18,015,067    | 2.59          | 25,291,389    | 2.51          | 28,759,014    | 2.54          | 32,970,000    | 2.60          | 35,712,111    | 2.67          |
| Vùng tự trị Nội Mông                     | 6,100,104     | 1.05          | 12,348,638    | 1.78          | 19,274,279    | 1.91          | 21,456,798    | 1.89          | 23,760,000    | 1.88          | 24,706,321    | 1.84          |
| Nhiệt Hà (không tồn tại)                 | 5,160,822     | 0.89          |               |               |               |               |               |               |               |               |               |               |
| Liêu Ninh                                | 18,545,147    | 3.18          | 26,946,200    | 3.88          | 35,721,693    | 3.54          | 39,459,697    | 3.48          | 42,380,000    | 3.35          | 43,746,323    | 3.27          |
| Cát Lâm                                  | 11,290,073    | 1.94          | 15,668,663    | 2.26          | 22,560,053    | 2.24          | 24,658,721    | 2.18          | 27,280,000    | 2.16          | 27,462,297    | 2.05          |
| Hắc Long Giang                           | 11,897,309    | 2.04          | 20,118,271    | 2.90          | 32,665,546    | 3.24          | 35,214,873    | 3.11          | 39,890,000    | 2.91          | 38,312,224    | 2.86          |
| Thành phố Thượng Hải                     | 6,204,417     | 1.06          | 10,816,458    | 1.56          | 11,859,748    | 1.18          | 13,341,896    | 1.18          | 16,740,000    | 1.32          | 23,019,148    | 1.72          |
| Giang Tô                                 | 41,252,192    | 7.08          | 44,504,608    | 6.41          | 60,521,114    | 6.00          | 67,056,519    | 5.91          | 74,380,000    | 5.88          | 77,659,903    | 5.87          |
| Chiết Giang                              | 22,865,747    | 3.92          | 28,318,573    | 4.08          | 38,884,603    | 3.86          | 41,445,930    | 3.66          | 46,770,000    | 3.69          | 54,426,891    | 4.06          |
| An Huy                                   | 30,343,637    | 5.21          | 31,241,657    | 4.50          | 49,665,724    | 4.93          | 56,180,813    | 4.96          | 59,860,000    | 4.73          | 59,500,510    | 4.44          |
| Phúc Kiến                                | 13,142,721    | 2.26          | 16,757,223    | 2.41          | 25,931,106    | 2.57          | 30,097,274    | 2.65          | 34,710,000    | 2.74          | 36,894,216    | 2.75          |
| Giang Tây                                | 16,772,865    | 2.88          | 21,068,019    | 3.03          | 33,184,827    | 3.29          | 37,710,281    | 3.33          | 41,400,000    | 3.27          | 44,567,475    | 3.33          |
| Sơn Đông                                 | 48,876,548    | 8.39          | 55,519,038    | 7.99          | 74,419,054    | 7.38          | 84,392,827    | 7.44          | 90,790,000    | 7.17          | 95,793,065    | 7.15          |
| Hà Nam                                   | 44,214,594    | 7.59          | 50,325,511    | 7.25          | 74,422,739    | 7.38          | 85,509,535    | 7.54          | 92,560,000    | 7.31          | 94,023,567    | 7.02          |
| Hồ Bắc                                   | 27,789,693    | 4.77          | 33,709,344    | 4.85          | 47,804,150    | 4.74          | 53,969,210    | 4.76          | 60,280,000    | 4.76          | 57,237,740    | 4.27          |
| Hồ Nam                                   | 33,226,954    | 5.70          | 37,182,286    | 5.35          | 54,008,851    | 5.36          | 60,659,754    | 5.35          | 64,440,000    | 5.09          | 65,683,722    | 4.90          |
| Quảng Đông                               | 34,770,059    | 5.97          | 42,800,849    | 6.16          | 59,299,220    | 5.88          | 62,829,236    | 5.54          | 86,420,000    | 6.83          | 104,303,132   | 7.79          |
| Hải Nam                                  | 34,770,059    | 5.97          | 42,800,849    | 6.16          | 59,299,220    | 5.88          | 62,829,236    | 5.54          | 7,870,000     | 0.62          | 8,671,518     | 0.65          |
| Khu tự trị dân tộc Choang Quảng Tây      | 19,560,822    | 3.36          | 20,845,017    | 3.00          | 36,420,960    | 3.61          | 42,245,765    | 3.73          | 44,890,000    | 3.55          | 46,026,629    | 3.55          |
| Tứ Xuyên                                 | 62,303,999    | 10.69         | 67,956,490    | 9.78          | 99,713,310    | 9.89          | 107,218,173   | 9.46          | 83,290,000    | 6.58          | 80,418,200    | 6.00          |
| Thành phố Trùng Khánh                    | 62,303,999    | 10.69         | 67,956,490    | 9.78          | 99,713,310    | 9.89          | 107,218,173   | 9.46          | 30,900,000    | 2.44          | 28,846,170    | 2.15          |
| Quý Châu                                 | 15,037,310    | 2.58          | 17,140,521    | 2.47          | 28,552,997    | 2.83          | 32,391,066    | 2.86          | 35,250,000    | 2.78          | 34,746,468    | 2.59          |
| Vân Nam                                  | 17,472,737    | 3.00          | 20,509,525    | 2.95          | 32,553,817    | 3.23          | 36,972,610    | 3.26          | 42,880,000    | 3.39          | 45,966,239    | 3.43          |
| Vùng tự trị Tây Tạng                     | 1,273,969     | 0.22          | 1,251,225     | 0.18          | 1,892,393     | 0.19          | 2,196,010     | 0.19          | 2,620,000     | 0.21          | 3,002,166     | 0.22          |
| Tây Khang (không tồn tại)                | 3,381,064     | 0.58          |               |               |               |               |               |               |               |               |               |               |
| Thiểm Tây                                | 15,881,281    | 2.73          | 20,766,915    | 2.99          | 28,904,423    | 2.87          | 32,882,403    | 2.90          | 36,050,000    | 2.85          | 37,327,378    | 2.79          |
| Cam Túc                                  | 12,093,600    | 2.06          | 12,630,569    | 1.82          | 19,569,261    | 1.94          | 22,371,141    | 1.97          | 25,620,000    | 2.02          | 25,575,254    | 1.91          |
| Khu tự trị dân tộc Hồi Ninh Hạ           | 1,506,200     | 0.26          | 2,107,500     | 0.30          | 3,895,578     | 0.39          | 4,655,451     | 0.41          | 5,620,000     | 0.44          | 6,301,350     | 0.47          |
| Thanh Hải                                | 1,676,534     | 0.29          | 2,145,604     | 0.31          | 3,895,706     | 0.39          | 4,456,946     | 0.39          | 5,180,000     | 0.41          | 5,626,722     | 0.42          |
| Khu tự trị dân tộc Duy Ngô Nhĩ Tân Cương | 4,873,608     | 0.84          | 7,270,067     | 1.05          | 13,081,681    | 1.30          | 15,155,778    | 1.34          | 19,250,000    | 1.52          | 21,813,334    | 1.63          |
| Quân nhân                                |               |               |               |               | 4,238,210     |               | 3,199,100     |               | 2,500,000     |               | 2,300,000     |               |
| Dân số thường trú khó xác định           |               |               |               |               |               |               |               |               |               |               | 4,649,985     |               |
| Trung Quốc đại lục                       | 582,603,417   | 582,603,417   | 694,581,759   | 694,581,759   | 1,008,175,288 | 1,008,175,288 | 1,133,682,501 | 1,133,682,501 | 1,265,830,000 | 1,265,830,000 | 1,339,724,852 | 1,339,724,852 |

### Mật độ dân số và phân phối

#### Nhìn chung
Trung Quốc là quốc gia đông dân nhất trên thế giới và mật độ dân số quốc gia (137/km²) cũng tương tự như những người của Thụy Sĩ và Cộng hòa Séc. Mật độ dân số chung của Trung Quốc che giấu các biến thể lớn của khu vực, phần phía tây và phía bắc có vài triệu người, trong khi nửa phía đông có khoảng 1,3 tỷ. Phần lớn dân số Trung Quốc sống gần phía đông tại các thành phố lớn.

#### Bờ biển và miền Đông Trung Quốc
Trong 11 tỉnh, thành phố đặc biệt, và vùng lãnh thổ tự trị dọc theo bờ biển phía đông nam, mật độ dân số là 320,6 người mỗi km².
Nói rộng ra, dân số tập trung ở phía đông của dãy núi và phía nam thảo nguyên phía bắc. Các khu vực đông dân nhất bao gồm Thung lũng sông Dương Tử (trong đó khu vực đồng bằng là nơi đông dân nhất), Lưu vực Tứ Xuyên, Đồng bằng Bắc Trung Quốc, Châu thổ sông Châu Giang và khu công nghiệp quanh thành phố Thẩm Dương ở phía đông bắc.

#### Khu vực phía Tây
|                              |                    | \| \| \| Diện tích (km²) \| Dân số \| Mật độ \| \| Trung Quốc \| Trung Quốc \| 9,650,000 (100%) \| 1,300,000,000 (100%) \| 134.7/km² \| \| ---------------------------- \| ------------------ \| ------------------ \| ---------------------- \| ---------- \| \| 5 tỉnh \| 5 tỉnh \| 5,246,400 (54.45%) \| 79,533,000 (6.12%) \| 15.16/km² \| \| \| Nội Mông \| 1,183,000 (12.28%) \| 24,051,000 \| 15.16/km² \| \| Tân Cương \| 1,660,000 (17.23%) \| 20,952,000 \| \| 15.16/km² \| \| Tây Tạng \| 1,228,400 (12.75%) \| 2,842,000 \| \| 15.16/km² \| \| Thanh Hải \| 721,000 (7.48%) \| 5,516,000 \| \| 15.16/km² \| \| Cam Túc \| 454,000 (4.71%) \| 26,172,000 \| \| 15.16/km² \| \| Trung Quốc bản thổ \| Trung Quốc bản thổ \| 4,403,605 (45.55%) \| 1,221,000,000 (93.89%) \| 277.27/km² \| \| Nguồn: Cục Thống kê Quốc gia \| \| \| \| \| |                        |            |
|                              |                    | Diện tích (km²) | Dân số                 | Mật độ     |
| Trung Quốc                   | Trung Quốc         | 9,650,000 (100%) | 1,300,000,000 (100%)   | 134.7/km²  |
| 5 tỉnh                       | 5 tỉnh             | 5,246,400 (54.45%) | 79,533,000 (6.12%)     | 15.16/km²  |
|                              | Nội Mông           | 1,183,000 (12.28%) | 24,051,000             | 15.16/km²  |
| Tân Cương                    | 1,660,000 (17.23%) | 20,952,000 |                        | 15.16/km²  |
| Tây Tạng                     | 1,228,400 (12.75%) | 2,842,000 |                        | 15.16/km²  |
| Thanh Hải                    | 721,000 (7.48%)    | 5,516,000 |                        | 15.16/km²  |
| Cam Túc                      | 454,000 (4.71%)    | 26,172,000 |                        | 15.16/km²  |
| Trung Quốc bản thổ           | Trung Quốc bản thổ | 4,403,605 (45.55%) | 1,221,000,000 (93.89%) | 277.27/km² |
| Nguồn: Cục Thống kê Quốc gia |                    | |                        |            |

Dân số thưa thớt nhất ở vùng núi, sa mạc và đồng cỏ ở phía tây bắc và tây nam. Trong Nội Mông khu tự trị, phần là hoàn toàn không có người ở, và chỉ có một vài bộ phận có dân số dày đặc hơn so với mười người mỗi Di cư nội bộ ở Cộng hòa Nhân dân Trung Hoa là một trong những quốc gia rộng lớn nhất trên thế giới theo Tổ chức Lao động Quốc tế. [49] Trên thực tế, nghiên cứu được thực hiện bởi Kam Wing Chan của Đại học Washington cho thấy rằng "Trong 30 năm kể từ năm 1979, dân số đô thị của Trung Quốc đã tăng khoảng 440 triệu lên tới 62 triệu vào năm 2009. Trong số 440 triệu người tăng, khoảng 340 triệu triệu là do di cư ròng và phân loại lại đô thị. Ngay cả khi chỉ một nửa sự gia tăng đó là di cư, thì khối lượng di cư nông thôn - thành thị trong một thời gian ngắn như vậy có thể là lớn nhất trong lịch sử loài người." [50] Người di cư ở Trung Quốc thường là thành viên của một dân số nổi, chủ yếu đề cập đến người di cư ở Trung Quốc mà không có tình trạng đăng ký hộ khẩu địa phương thông qua hệ thống Hộ khẩu của Trung Quốc. [51]Nói chung, người lao động nhập cư ở nông thôn - thành thị bị loại trừ nhiều nhất khỏi các nguồn lực giáo dục địa phương, các chương trình phúc lợi xã hội toàn thành phố và nhiều công việc vì không có tình trạng hộ khẩu. [52]
Năm 2011, tổng cộng có 252,78 triệu lao động nhập cư (tăng 4,4% so với năm 2010) tồn tại ở Trung Quốc. Trong số này, lao động nhập cư rời quê hương và làm việc ở các tỉnh khác chiếm 158,63 triệu (tăng 3,4% so với năm 2010) và lao động nhập cư làm việc trong tỉnh nhà của họ đạt 94,15 triệu (tăng 5,9% so với năm 2010). [53] Ước tính rằng các thành phố của Trung Quốc sẽ phải đối mặt với dòng người 243 triệu người di cư khác vào năm 2025, đưa dân số đô thị lên tới gần 1 tỷ người. [54] Dân số người di cư này sẽ chiếm "gần 40% tổng dân số đô thị", một con số gần gấp ba lần mức hiện tại. [54] [55]Mặc dù thường rất khó để thu thập dữ liệu thống kê chính xác về dân số di cư, nhưng số lượng người di cư chắc chắn là khá lớn. “Tại các thành phố lớn nhất của Trung Quốc, ví dụ, nó thường được trích dẫn rằng ít nhất một trong mỗi năm người là một động nhập cư.” [56] Chính phủ Trung Quốc ảnh hưởng đến các mô hình đô thị hóa thông qua hộ khẩu hệ thống đăng ký hộ khẩu thường trú, chính sách đất bán, đầu tư cơ sở hạ tầng và các ưu đãi được cung cấp cho các quan chức chính quyền địa phương. Các yếu tố khác ảnh hưởng đến việc di cư của người dân từ các vùng nông thôn đến các thành phố lớn là việc làm, giáo dục, cơ hội kinh doanh và mức sống cao hơn. [57]
Sự di cư hàng loạt được gọi là người di cư của Trung Quốc, xảy ra từ thế kỷ 19 đến 1949, chủ yếu là do chiến tranh và nạn đói ở Trung Quốc đại lục, xâm lược từ nhiều quốc gia nước ngoài, cũng như các vấn đề do tham nhũng chính trị. Hầu hết những người nhập cư là nông dân mù chữ và lao động chân tay, được gọi là "ngầu" tương tự như mô hình nhập cư từ Ấn Độ, những người di cư đến làm việc ở các nước như Châu Mỹ, Úc, Nam Phi và Đông Nam Á.. Các khu tự trị Nội Mông, Tân Cương và Tây Tạng và Thanh Hải và Cam Túc chiếm 55% diện tích đất nước nhưng năm 1985 chỉ chiếm 5,7% dân số.

#### Quan tâm chênh lệch giới tính
Những thách thức trong tương lai đối với Trung Quốc sẽ là sự chênh lệch giới tính. Theo điều tra dân số năm 2010, nam giới chiếm 51,27% trong tổng số 1,34 tỷ người của Trung Quốc, trong khi nữ giới chiếm 48,73% tổng số. Tỷ số giới tính (số nam của mỗi nữ trong dân số) khi sinh là 118,06 bé trai trên 100 bé gái (54,14%) trong năm 2010, cao hơn so với con số 116,86 (53,89%) năm 2000, nhưng thấp hơn 0,53 điểm so với tỷ lệ 118,59 (54,25%) vào năm 2005. Ở hầu hết các nước phương tây, tỷ số giới tính khi sinh là khoảng 105 bé trai đến 100 bé gái (51,22%). Hiện tại có khoảng 9 triệu bé trai hơn bé gái ở Trung Quốc.

## Tôn giáo
Tôn giáo ở đây từ lâu đã là một cái nôi và chủ nhà của một loạt các tôn giáo lâu đời nhất - truyền thống triết học của thế giới. Nho giáo và Đạo giáo, sau đó được Phật giáo gia nhập, tạo thành "ba giáo lý" đã định hình văn hóa Trung Quốc. Không có ranh giới rõ ràng giữa các hệ thống tôn giáo đan xen này, chúng không tuyên bố là độc quyền, và các yếu tố của mỗi tôn giáo phổ biến hoặc tôn giáo dân gian. Các hoàng đế của Trung Quốc đã tuyên bố Thiên mệnh và tham gia các hoạt động tôn giáo của Trung Quốc. Đầu thế kỷ 20, các quan chức và trí thức có đầu óc cải cách đã tấn công tất cả các tôn giáo là "mê tín", và kể từ năm 1949, Trung Quốc đã bị Đảng Cộng sản Trung Quốc cai trị, một tổ chức vô thần cấm các đảng viên thực hành tôn giáo khi còn đương chức. Trong đỉnh điểm của một loạt các chiến dịch chống lại các tôn giáo đã được tiến hành từ cuối thế kỷ 19, Cách mạng Văn hóa chống lại các thói quen, tư tưởng, phong tục và văn hóa cũ, kéo dài từ năm 1966 đến 1967, đã phá hủy hoặc buộc chúng ở dưới lòng đất: 138 Dưới các nhà lãnh đạo, các tổ chức tôn giáo đã được trao quyền tự chủ nhiều hơn. Chính phủ chính thức công nhận năm tôn giáo: Phật giáo, Đạo giáo, Hồi giáo, Tin lành và Công giáo (mặc dù Giáo hội Công giáo Trung Quốc độc lập với Giáo hội Công giáo ở Roma). Vào đầu thế kỷ hai mươi mốt, ngày càng có sự công nhận chính thức của Nho giáo và tôn giáo dân gian Trung Quốc như là một phần của sự kế thừa văn hóa của Trung Quốc.
Dân gian hay tôn giáo phổ biến, hệ thống tín ngưỡng và thực hành phổ biến nhất, đã phát triển và thích nghi kể từ ít nhất là các triều đại nhà Thương và Chu trong thiên niên kỷ thứ hai trước Công nguyên. Các yếu tố cơ bản của một giải thích thần học và tâm linh cho bản chất của vũ trụ đã trở lại thời kỳ này và được xây dựng thêm trong Thời đại Axial. Về cơ bản, tôn giáo Trung Quốc liên quan đến lòng trung thành với shen, thường được dịch là "linh hồn", định nghĩa một loạt các vị thần và bất tử. Đây có thể là những vị thần của môi trường tự nhiên hoặc nguyên tắc tổ tiên của các nhóm người, khái niệm về văn minh, anh hùng văn hóa, nhiều người trong số họ đặc trưng trong thần thoại và lịch sử Trung Quốc. Triết học Nho giáo và thực hành tôn giáo bắt đầu sự tiến hóa lâu dài của họ trong thời Chu sau này; Đạo giáo thể chế hóa tôn giáo do nhà Hán phát triển; Phật giáo Trung Quốc trở nên phổ biến rộng rãi bởi triều đại nhà Đường, và để đáp lại các nhà tư tưởng Nho giáo đã phát triển các triết lý Nho giáo; và các phong trào phổ biến của sự cứu rỗi và các giáo phái địa phương phát triển mạnh.
Kitô giáo và Hồi giáo đến Trung Quốc vào thế kỷ thứ 7. Kitô giáo đã không bén rễ cho đến khi nó được giới thiệu lại vào thế kỷ 16 bởi các nhà truyền giáo Dòng Tên. Vào đầu thế kỷ 20, các cộng đồng Kitô giáo đã phát triển, nhưng sau năm 1949, các nhà truyền giáo nước ngoài đã bị trục xuất, và các nhà thờ được đưa vào dưới các thể chế do chính phủ kiểm soát. Sau cuối những năm 1970, các quyền tự do tôn giáo cho các Kitô hữu được cải thiện và các nhóm người Trung Quốc mới xuất hiện: 508, 532 Trung Quốc cũng thường được coi là ngôi nhà của chủ nghĩa nhân văn và thế tục, tư tưởng thế giới này bắt đầu từ thời Khổng Tử.
Bởi vì nhiều người, có lẽ hầu hết, người Hán không coi niềm tin và thực hành tâm linh của họ là một "tôn giáo" và trong mọi trường hợp không cảm thấy rằng họ phải thực hành bất kỳ một trong số họ, rất khó để thu thập số liệu thống kê rõ ràng và đáng tin cậy. Theo ý kiến học thuật, "đại đa số dân số hơn 1,4 tỷ người Trung Quốc" tham gia vào tôn giáo vũ trụ học Trung Quốc, các nghi lễ và lễ hội của lịch âm, không thuộc bất kỳ giáo lý thể chế nào. Các cuộc điều tra quốc gia được thực hiện vào đầu thế kỷ 21 ước tính rằng khoảng 80% dân số Trung Quốc, hơn một tỷ người, thực hành một số loại tôn giáo dân gian hoặc Đạo giáo của Trung Quốc: 10 người; 16% là Phật tử; 2 người 3% là Kitô hữu; và 1 người; 2% là người Hồi giáo.Các phong trào tôn giáo dân gian của sự cứu rỗi tạo thành 2 Từ 3% đến 13% dân số, trong khi nhiều người trong tầng lớp trí thức tuân thủ Nho giáo như một bản sắc tôn giáo. Ngoài ra, các nhóm dân tộc thiểu số thực hành các tôn giáo đặc biệt, bao gồm Phật giáo Tây Tạng và Hồi giáo giữa các dân tộc Hồi và Duy Ngô Nhĩ.

## Di cư
Di cư nội bộ ở Cộng hòa Nhân dân Trung Hoa là một trong những quốc gia rộng lớn nhất trên thế giới theo Tổ chức Lao động Quốc tế. Trên thực tế, nghiên cứu được thực hiện bởi Kam Wing Chan của Đại học Washington cho thấy rằng "Trong 30 năm kể từ năm 1979, dân số đô thị của Trung Quốc đã tăng khoảng 440 triệu lên tới 620 triệu vào năm 2009. Trong số 440 triệu người tăng, khoảng 340 triệu triệu là do di cư ròng và phân loại lại đô thị. Ngay cả khi chỉ một nửa sự gia tăng đó là di cư, thì khối lượng di cư nông thôn - thành thị trong một thời gian ngắn như vậy có thể là lớn nhất trong lịch sử loài người. " Người di cư ở Trung Quốc thường là thành viên của một dân số nổi, chủ yếu đề cập đến người di cư ở Trung Quốc mà không có tình trạng đăng ký hộ khẩu địa phương thông qua hệ thống hộ khẩu của Trung Quốc. Nói chung, người lao động nhập cư ở nông thôn - thành thị bị loại trừ nhiều nhất khỏi các nguồn lực giáo dục địa phương, các chương trình phúc lợi xã hội toàn thành phố và nhiều công việc vì không có tình trạng hộ khẩu.
Năm 2011, tổng cộng có 252,78 triệu lao động nhập cư (tăng 4,4% so với năm 2010) tồn tại ở Trung Quốc. Trong số này, lao động nhập cư rời quê hương và làm việc ở các tỉnh khác chiếm 158,63 triệu (tăng 3,4% so với năm 2010) và lao động nhập cư làm việc trong tỉnh nhà của họ đạt 94,15 triệu (tăng 5,9% so với năm 2010). Ước tính rằng các thành phố của Trung Quốc sẽ phải đối mặt với dòng người 243 triệu người di cư khác vào năm 2025, đưa dân số đô thị lên tới gần 1 tỷ người. Dân số người di cư này sẽ chiếm "gần 40% tổng dân số đô thị", một con số gần gấp ba lần mức hiện tại. Mặc dù thường rất khó để thu thập dữ liệu thống kê chính xác về dân số di cư, nhưng số lượng người di cư chắc chắn là khá lớn. “Tại các thành phố lớn nhất của Trung Quốc, ví dụ, nó thường được trích dẫn rằng ít nhất một trong mỗi năm người là một động nhập cư.” Chính phủ Trung Quốc ảnh hưởng đến các mô hình đô thị hóa thông qua hộ khẩu hệ thống đăng ký hộ khẩu thường trú, chính sách đất bán, đầu tư cơ sở hạ tầng và các ưu đãi được cung cấp cho các quan chức chính quyền địa phương. Các yếu tố khác ảnh hưởng đến việc di cư của người dân từ các vùng nông thôn đến các thành phố lớn là việc làm, giáo dục, cơ hội kinh doanh và mức sống cao hơn.
Sự di cư hàng loạt được gọi là người di cư của Trung Quốc, xảy ra từ thế kỷ 19 đến 1949, chủ yếu là do chiến tranh và nạn đói ở Trung Quốc đại lục, xâm lược từ nhiều quốc gia nước ngoài, cũng như các vấn đề do tham nhũng chính trị. Hầu hết những người nhập cư là nông dân mù chữ và lao động chân tay, được gọi là "ngầu" tương tự như mô hình nhập cư từ Ấn Độ, những người di cư đến làm việc ở các nước như Châu Mỹ, Úc, Nam Phi và Đông Nam Á.